# Nils Stobæus
Nils Stobæus, född 20 oktober 1694 i Lund, död där 7 december 1754, var en svensk universitetslärare, son till Andreas Stobæus, far till Andreas Peter Stobæus.
Stobæus blev 1714 amanuens vid universitetsbiblioteket och var 1716-1718 anställd som lärare för zaporizjakosackernas hetman Filip Orliks söner. Sedan han dels i Lund, dels i Stockholm gjort sig känd som latinsk vältalare, kallades han 1723 till docent i Lund, 1729 till akademisekreterare och 1735 till eloquentiæ et poëseos professor. Han var känd för sin smak och bildning.